# Bagan Sinembah Utara
Bagan Sinembah Utara is een bestuurslaag in het regentschap Rokan Hilir van de provincie Riau, Indonesië. Bagan Sinembah Utara telt 3410 inwoners (volkstelling 2010).